# عهد جغيلي
عهد جغيلي رياضي ورافع أثقال سوري ولد في حماة في 10 أكتوبر 1984 .

## مسيرته الرياضية
- بدأ مسيرته في نادي سلحب في رياضة رفع الأثقال، ومنه انتقل إلى نادي الجيش، ومع الناديين تمكن من تحقيق بطولة الجمهورية منذ انضمامه عام 2002 وحتى عام 2013، إضافة إلى بطولة الأندية العربية.[6]
- انضم إلى صفوف المنتخب الوطني في العام 2002، ومعه تمكن من الفوز بالبطولة العربية في مشاركته الأولى عام 2002 ولا زال يحمل اللقب منذ ذلك التاريخ وحتى عام 2013.[7]
- كما أحرز لقب بطولة آسيا لخمس مرات.
- أحرز ميداليتين ذهبيتين وميداليتين فضيتين في دورة الألعاب العربية العاشرة 2004 التي أقيمت في الجزائر.
- أحرز ميداليتين ذهبيتين دورة الألعاب العربية الحادية عشرة 2007 التي أقيمت في مصر.[8]
- إضافة إلى الفوز بميداليتين ذهبيتين في ألعاب البحر الأبيض المتوسط 2009 التي أقيمت في إيطاليا.
- أحرز 3 برونزيات في بطولة كأس الرؤساء الروسي لرفع الأثقال للعام 2011.
- أحرز فضية وبرونزية في بطولة كأس الرؤساء الروسي لرفع الأثقال للعام 2012.[9]
- أحرز المركز الثاني عشر في الألعاب الأولمبية الصيفية 2008 في بكين.[10]
- أحرز المركز السادس في الألعاب الأولمبية الصيفية 2012 في لندن، وتعتبر أفضل نتيجة سورية لرياضة رفع الأثقال.[11]
- حصل على التصنيف السادس على مستوى العالم في آخر تصنيف للاتحاد الدولي للعبة عام 2013.

## روابط خارجية
- عهد جغيلي على موقع اللجنة الأولمبية الدولية (الإنجليزية)
- عهد جغيلي على موقع أوليمبيديا (الإنجليزية)